# 小靳庄展览馆
小靳庄展览馆又称小靳庄村史馆，主要内容为小靳庄村历史的展览馆，建于2017年4月23日，位于天津市宝坻区林亭口镇小靳庄村，展厅面积730平方米。小靳庄曾于文革期间被江青树为典型而闻名。